# 물레방아 (소설)
〈물레방아〉는 <조선문단>에 발표된 나도향의 단편소설이다. 초기의 낭만적 경향에서 자연주의 경향으로 전환한 작품인 〈물레방아는〉, 나도향의 대표작으로 <뽕>과 같이 하층계급의 방종한 여성의 생활과 비극을 그린 작품이다.